# Los Angeles Kings
Die Los Angeles Kings (IPA: [lɔːs ˈændʒələs kɪŋs]) sind ein US-amerikanisches Eishockeyfranchise der National Hockey League aus Los Angeles im Bundesstaat Kalifornien. Es wurde am 9. Februar 1966 gegründet und nahm zum Beginn der Saison 1967/68 den Spielbetrieb auf. Die Teamfarben sind Schwarz, Weiß und Aluminiumgrau. Laut der Zeitschrift Forbes sind die Kings mit einem geschätzten Wert von zwei Milliarden US-Dollar das viertwertvollste Franchise der NHL (Stand: Dezember 2023).
Die Kings tragen ihre Heimspiele in der Crypto.com Arena aus und gingen aus der großen Erweiterung der Liga vor der Saison 1967/68 hervor, als die Teilnehmerzahl von sechs auf zwölf aufgestockt wurde. Nachdem das Team in den ersten 20 Jahren seines Bestehens sportlich nur sehr geringen Erfolg hatte, gelang am 9. August 1988 mit der Verpflichtung von Wayne Gretzky der wohl größte Transfercoup der NHL-Geschichte. Mit Gretzky hatte das Team zu Beginn der 1990er Jahre seine erste erfolgreiche Zeit und verpasste in der Saison 1992/93 erst im Finale den Gewinn des prestigeträchtigen Stanley Cups. Nachdem das Team in den folgenden 15 Jahren nur vier Mal die Play-offs erreichen konnte, folgte mit Beginn der 2010er ein sportlicher Aufschwung, der in der Saison 2011/12 mit dem ersten Gewinn des Stanley Cups gekrönt wurde. 2014 konnte dieser Erfolg wiederholt werden.

## Geschichte

### Die „Forum Blue and Gold“-Jahre (1967 bis 1988)
Schon in der Pacific Coast Hockey League und der Western Hockey League gab es in den frühen 1960er Jahren verschiedene Eishockey-Franchises aus Kalifornien, die dort große Erfolge feiern konnten, zudem war in diesem Bundesstaat eine große Anzahl kanadischer Auswanderer anzufinden. Ein großes Problem stellte jedoch das Fehlen einer NHL-fähigen Arena dar, was die Liga zunächst an einer Expansion nach Los Angeles hinderte, obwohl die Stadt zu dieser Zeit die drittgrößte in den Vereinigten Staaten war.
Als die NHL schließlich entschied, die Anzahl der Teams zur Saison 1967/68 zu erhöhen und zudem Gerüchte im Umlauf waren, die Pacific Coast Hockey League wolle selbst zu einer Major League werden, die um den Stanley Cup spielen würde, bezahlte der kanadische Unternehmer Jack Kent Cooke der NHL 2 Millionen US-Dollar um ein neues Team aus Los Angeles gründen zu können. Am 9. Februar 1966 erhielt Cooke die Lizenz, unter der Auflage, eine neue Arena in Los Angeles zu bauen. Der Vertrag mit dem Fernsehunternehmen CBS sah vor, zwei der neuen Teams in Kalifornien anzusiedeln, sodass ebenfalls die California Seals als Vertreter der Bay Area gegründet wurden. Ihre erste Saison in der NHL eröffneten die Kings am 14. Oktober 1967 in der Long Beach Arena mit einem 4-2-Sieg gegen die Philadelphia Flyers. In den nächsten zwei Monaten trug das Team seine Heimspiele in Long Beach und in der Los Angeles Memorial Sports Arena aus.

Das Logo der Kings von 1967 bis 1982

Im Dezember wurde schließlich mit „The Forum“ in Inglewood das neue Stadion der Los Angeles Kings eröffnet, auch hier waren die Flyers der erste Gegner, der erneut geschlagen werden konnte. Cooke wählte die Farben Lila („Forums blue“, wie er es nannte) und Gold für sein Team, da diese Farben lange mit dem Königtum assoziiert wurden. Zudem waren es die Teamfarben der Los Angeles Lakers, die sich ebenfalls im Besitz des Unternehmers befanden.
In den nächsten 32 Spielzeiten trugen die Kings ihre Heimspiele im Forum aus, Spieler wie Bill „Cowboy“ Flett, Eddie „The Jet“ Joyal, Eddie „The Entertainer“ Shack oder Réal „Frenchy“ Lemieux halfen mit, die Kings in der Region Los Angeles bekannt zu machen. Die verschiedenen Spitznamen waren hierbei ebenfalls eine Idee Cookes, der das Eishockey in Kalifornien damit zuschauerfreundlicher machen wollte und auch erwartete, dass die Fernsehkommentatoren die Spieler bei diesen Namen nannten.
Ihre erste NHL-Saison beendeten die Kings auf dem zweiten Platz der NHL Western Division, in der ersten Runde der Playoffs scheiterte man jedoch in sieben Spielen an den Minnesota North Stars. Auch in der zweiten Spielzeit erreichte das Team als Division-Fünfter erneut die Playoffs, dieses Mal folgte das Aus erst in der zweiten Runde gegen die St. Louis Blues. Nach zwei weiteren recht erfolgreichen Jahren folgten härtere Zeiten für das Franchise, was vor allem auf das schwache Teammanagement zurückging. So wurden beispielsweise mehrere Erstrunden-Draft-Picks für ältere Spieler transferiert, die den Zenit ihrer Karriere längst überschritten hatten.

Alternatives Logo der Kings, angelehnt an die Krone des spanischen Fußballteams Real Madrid

1972 verpflichteten die Kings den ehemaligen Maple-Leafs-Stürmer Bob Pulford als neuen Trainer, der nur zwei Jahre brauchte, um das Team zurück in die Playoffs zu führen. Dort unterlag man allerdings den Chicago Blackhawks in fünf Spielen, auch 1974 und 1975 erreichte das Franchise jeweils die erste Runde der Playoffs. Zur folgenden Saison verpflichteten die Kings den NHL-Superstar Marcel Dionne von den Detroit Red Wings, der zusammen mit Torhüter Rogatien Vachon und Stürmer Butch Goring maßgeblich am Erreichen der zweiten Playoff-Runde beteiligt war. Dort unterlagen die Kings jedoch den Boston Bruins in sieben Spielen, ebenso wie in der nächsten Spielzeit.
Am 13. Januar 1979 spielte Dionne erstmals zusammen mit den bisher unbekannten Dave Taylor und Charlie Simmer in einer Reihe. Diese Sturmformation, genannt die „Triple Crown Line“, wurde in den folgenden Jahren eine der erfolgreichsten in der gesamten NHL und spielte zudem im nächsten Jahr geschlossen beim NHL All-Star Game, welches im Forum ausgetragen wurde. Nach der Saison kaufte Jerry Buss die Kings, die Lakers, und The Forum für 67,5 Millionen Dollar von Jack Kent Cooke.

Logo von 1975 bis 1988

Trotz der Triple Crown Line schafften es die Kings bis 1982 jedoch nicht, die erste Runde der Playoffs zu bestehen. Im Spiel gegen die New York Rangers am 9. April 1981 in Los Angeles kommt es zu einem Strafminuten-Weltrekord. Die Schiedsrichter verhängten 58 Strafen gegen 25 Spieler mit insgesamt 267 Strafminuten.
1982 scheiterte man am späteren Stanley Cup Sieger, den Edmonton Oilers mit dem damals schon auf dem Weg zu Superstar befindlichen Wayne Gretzky. Im „Wunder von Manchester“ (da sich die Arena der Kings am Manchester Boulevard befand), schafften es die Kings zwar, einen 0:5-Rückstand in einen 6:5-Sieg umzuwandeln, das bisher beste Comeback in der Geschichte der Finalrunde, letztendlich besiegten die Oilers die Kings jedoch in fünf Spielen.
In den folgenden zwei Jahren verpasste das Franchise die Playoffs, 1985 waren es erneut die Oilers, die die Kings mit einem Sweep aus der ersten Playoff-Runde schossen. Am 10. März 1987 wurde Marcel Dionne zu den New York Rangers transferiert, neue aufstrebende Spieler wie Bernie Nicholls, Jimmy Carson, Luc Robitaille und Steve Duchesne halfen den Kings jedoch, die Playoffs weiterhin erreichen zu können.

### Die „Schwarz und Silber“-Ära (1988 bis 1997)

Das „Silver Logo“ von 1988 bis 1998

Bereits 1987 hatte Bruce McNall die Kings von Buss erworben und scheinbar über Nacht gelang es ihm, das Team zum Stanley Cup Favoriten zu machen, als er am 9. August 1988 Wayne Gretzky von den Edmonton Oilers verpflichtete. In Gretzkys erster Saison bei den Kings wurde er erneut zum Most Valuable Player der Liga gewählt und führte das kalifornische Team zudem auf Platz 4 der Liga. In der ersten Playoff-Runde 1989 standen sich erneut die Kings und Gretzkys altes Team, die Oilers gegenüber. Nach einem anfänglichen 1:3-Rückstand konnte die Runde, auch mithilfe des Stürmers Chris Kontos, der neun Tore erzielte, in sieben Spielen gewonnen werden. Das Playoff-Aus folgte in der zweiten Runde gegen die Calgary Flames.
In den nächsten drei Jahren scheiterten die Kings jeweils in den Playoffs an den Oilers, dennoch war es Gretzky 1991 gelungen, die Kings zu ihrem ersten Divisions-Titel in ihrer Franchisegeschichte zu führen.
Als Gretzky zur Saison 1992/93 ausfiel, wurde Luc Robitaille als neuer Kapitän verpflichtet, der die Kings bis zur Rückkehr Gretzkys nach 39 Saisonspielen führen konnte. In der ersten Playoff-Runde schossen die Kings 33 Tore gegen die Calgary Flames, in der zweiten Runde besiegte das Team die favorisierten Vancouver Canucks, die in der regulären Saison fünf von sieben Spielen gegen die Kings gewonnen hatten, in sechs Spielen. Im Finale der Campbell Conference trafen die Kings erneut als Außenseiter auf die Toronto Maple Leafs. Die Kalifornier besiegten die Maple Leafs schließlich mit zwei Overtime-Siegen in sieben Spielen und erreichten, geführt durch den überragenden Wayne Gretzky, zum ersten Mal in ihrer Teamgeschichte das Finale um den Stanley Cup, wo sie auf die Montréal Canadiens trafen. Das erste Spiel der Finalserie gewannen die Kings mit 4:1, im zweiten Spiel folgte dann jedoch die Wende, als die Canadiens nach Verlängerung gewinnen konnten. Von dieser Niederlage erholten sich die Kings nicht mehr, sodass die Serie mit 1–4 Spielen verloren wurde.
Trotz der Niederlage im Finale lösten die Kings um Wayne Gretzky einen Eishockey-Boom in Kalifornien aus, was zur Folge hatte, dass sämtliche Spiele zu Beginn der folgenden Spielzeit ausverkauft waren und schließlich mit den Mighty Ducks of Anaheim ein neues Team in der Region angesiedelt wurde. Gretzkys Popularität im Süden folgte schließlich sogar dazu, dass die NHL in weitere Sun-Belt-Städte wie Phoenix, Arizona, Dallas, Texas oder Miami, Florida expandieren konnte.
Die nächsten vier Spielzeiten verliefen für die Kings enttäuschend, da die Playoffs nicht mehr erreicht werden konnte. Besitzer Bruce McNall wurde wegen betrügerischen Transaktionen zu einer Gefängnisstrafe von fünf Jahren und acht Monaten verurteilt und verkaufte das Team noch im Gefängnis an Joseph Cohen und Jeffrey Sudikoff, die es jedoch ebenfalls nicht schafften, die Kings zurück auf die Erfolgsspur zu führen. Im Oktober 1995 wurde das Franchise schließlich vom US-amerikanischen Unternehmer und Öl-Milliardär Philip Anschutz sowie von Edward P. Roski Jr. aufgekauft, die es schafften, die Kings in eine neue Ära zu führen.

### Die „Staples Center“-Ära (1996–2011)
Am 27. Februar 1996 wurde Wayne Gretzky, der zuvor angekündigt hatte, den Verein zu verlassen, wenn er es nicht schaffen würde, 50 Saisontore zu erzielen, zu den St. Louis Blues transferiert, die Kings erhielten in diesem Trade die Stürmer Craig Johnson, Patrice Tardif und Roman Vopat sowie zwei Draftpicks. Keiner war jedoch in der Lage, die entstandene Lücke, die „The Great One“ hinterlassen hatte, zu füllen. Ein weiterer Schritt auf dem Weg zum Neuanfang sollte die Verpflichtung des ehemaligen Spielers Dave Taylor darstellen, der den in der Kritik stehenden Sam McMaster als General Manager ablöste. Auch 1997/98 sowie 1998/99 schafften es die Kings nicht, die Playoff-Runde zu erreichen, was zur Folge hatte, dass der Vertrag von Trainer Larry Robinson nach der Saison nicht verlängert wurde.

Auch stilistisch der Beginn einer neuen Ära: das Logo von 1998 bis 2002

Sein Nachfolger wurde der bisher unerfahrene und dadurch schon bei seiner Verpflichtung zusammen mit Manager Taylor in der Kritik stehende Andy Murray, zudem wurden die erfahrenen Spieler Žigmund Pálffy und Bryan Smolinski verpflichtet. Das Team zog zur Saison 1999/2000 vom Great Western Forum in die Crypto.com Arena in Downtown Los Angeles um, das zuvor von Anschutz und Roski als moderne Arena für das neue Jahrtausend erbaut worden war.
Mit einem neuen Trainer, einem neuen Stadion und Spielern wie Rob Blake, Luc Robitaille, Glen Murray, Jozef Stümpel, Donald Audette, Ian Laperrière und Mattias Norström verbesserten sich die Kings in der neuen Saison so stark, dass man als Zweiter der Pacific Division in die Playoffs einzog. Dort scheiterte man allerdings einmal mehr in der ersten Runde, in diesem Jahr am späteren Stanley Cup Sieger, den Detroit Red Wings.
Während der Saison 2000/01 wurde Star-Verteidiger Rob Blake, der 1998 die James Norris Memorial Trophy als bester Verteidiger gewonnen hatte, sowie Center Steven Reinprecht im Tausch gegen Adam Deadmarsh, Aaron Miller, Jared Aulin und einen Draftpick zu den Colorado Avalanche transferiert. Nach anfänglichen Fankritiken schafften es diese neuen Spieler, das Team erneut in die Playoffs zu führen. Wie im vorherigen Jahr trafen die Kings auf die Detroit Red Wings, die man dieses Mal in sechs spannenden Spielen besiegen konnte.
In der zweiten Runde scheiterten die Kings in sieben Spielen knapp an den Colorado Avalanche, die mit Superstars wie Joe Sakic, Peter Forsberg, Patrick Roy, Ray Bourque und schließlich auch Rob Blake als Favorit angetreten waren.

Logo zwischen 2002 und 2011, heute Alternativlogo

Die folgende Spielzeit begann für die Kings mit einer Tragödie, da die beiden Scouts Garnet Bailey und Mark Bavis beide Opfer der Terroranschläge am 11. September 2001 wurden. Erneut waren die Kings Gastgeber des NHL All-Star Games, mit Platz sieben in der NHL Western Conference schaffte man zudem wieder den Einzug in die Playoffs, dort scheiterte man jedoch wie im Vorjahr an den Colorado Avalanche. Die nächsten beiden Spielzeiten verliefen für das Franchise wie viele Serien zuvor unbefriedigend, da die Playoffs nicht erreicht werden konnten.
Nach dem Lockout 2004/05 starteten die Kings mit neuen Spielern wie Waleri Bure, Jeremy Roenick und Pavol Demitra in die Saison 2005/06, nachdem man anfänglich auf Conference-Titelkurs lag, verpasste man mit einer zweiten schlechten Saisonhälfte den Einzug in die Playoffs. Außerdem erklärte Luc Robitaille, seine Karriere zum Saisonende zu beenden. Nach der Spielzeit entließen die Teambesitzer fast den gesamten Vorstand sowie Trainer und Manager, um in der folgenden Spielzeit einen Neuanfang starten zu können. Doch auch die personellen Änderungen mit der Verpflichtung von Dean Lombardi als Präsident und General Manager reichten nicht aus, die Playoffs 2007 erreichen zu können.
Die Spielzeit 2007/08 eröffneten die Los Angeles Kings und die Anaheim Ducks in der The O2 Arena in London. Die beiden Spiele am 29. und 30. September 2007 waren die ersten NHL-Partien, die in Europa ausgetragen wurden. Die Saison verlief für die LA Kings wenig erfolgreich – sie landeten auf dem vorletzten Platz der gesamten Liga (71 Punkte aus 82 Spielen), nur die Tampa Bay Lightning waren schlechter, sodass Chefcoach Marc Crawford im Anschluss an die Spielzeit entlassen wurde. In der Sommerpause gab es einen personellen Umbruch bei den Kings, so zog man im NHL Entry Draft 2008 den Verteidiger Drew Doughty an zweiter Position und akquirierte in den späteren Runden Colten Teubert und Wjatscheslaw Woinow. Weiterhin transferierte man Ľubomír Višňovský im Austausch gegen Matt Greene sowie Jarret Stoll zu den Edmonton Oilers und verpflichtete Terry Murray als neuen Coach. Im Oktober 2008 wurde Dustin Brown zum neuen Mannschaftskapitän ernannt und wurde damit zum jüngsten Spieler und gleichzeitig ersten US-Amerikaner, dem dieses Amt zuteilwurde. Sportlich konnten sich die Kings in der Saison 2008/09 lediglich leicht verbessern und beendeten die Hauptrunde auf dem 14. Platz der Western Conference.
Auch in der Off Season 2009 trieb das Management der Kings den Neuaufbau der Mannschaft voran und verpflichtete unter anderem NHL-erfahrene Akteure wie Ryan Smith und Rob Scuderi. Die anschließende Saison 2009/10 schloss man auf dem vierten Platz in der Western Conference ab und verzeichnete während der Spielzeit eine klubeigene Rekordserie von neun aufeinander folgenden Siegen. In den Play-offs schieden die Kings hingegen bereits in der ersten Runde gegen die favorisierten Vancouver Canucks aus, dennoch wurde die Spielzeit durch die erste Play-off-Teilnahme seit acht Jahren im Gesamtbild als sportlicher Erfolg für die Kings gewertet. Im Vorfeld der Saison 2010/11 nahm man Willie Mitchell unter Vertrag und kompensierte damit den Abgang von erfahrenen Profis wie Sean O’Donnell und Alexander Frolow. In den Play-offs 2011 kam die Mannschaft abermals nicht über die erste Runde hinaus und musste sich dort den San Jose Sharks in sechs Spielen geschlagen geben.

### Stanley-Cup-Siege (2012–2014)
Im Sommer 2011 verpflichteten die Kings den Angreifer Mike Richards von den Philadelphia Flyers, die wiederum im Gegenzug Wayne Simmonds und Brayden Schenn erhielten. Zudem nahm Simon Gagné von den Tampa Bay Lightning unter Vertrag und transferierte Symth zurück nach Edmonton, wofür im Austausch Colin Fraser nach Los Angeles wechselte. Nach einem sportlich durchwachsenen ersten Saisondrittel wurde Cheftrainer Murray im Dezember 2011 freigestellt und zunächst interimsweise durch John Stevens ersetzt, ehe Darryl Sutter als fester Nachfolger eingestellt wurde. Kurz vor Ende der Transferfrist kam Jeff Carter von den Columbus Blue Jackets zu den Kings, wodurch man mit Carter, Richards und Gagne jenes Offensivtrio wiedervereinte, welches einige Jahre zuvor bereits in Philadelphia erfolgreich zusammen gespielt hatte. Zum Ende der regulären Saison konnte sich die Mannschaft sportlich stabilisieren und traf in der ersten Runde der Play-offs auf die Vancouver Canucks. In der Serie setzte man sich mit 4:1 durch und stand zum ersten Mal seit der Spielzeit 2000/01 wieder in einem Western Conference Halbfinale. Dort setzte man sich in vier Spielen gegen die St. Louis Blues durch, ehe man auch in der folgenden Serie gegen die Phoenix Coyotes gewann und somit ins Stanley Cup Finale einzog. Mit einem 4:2 in der Serie gegen die New Jersey Devils konnten sich die Kings erstmals den Stanley Cup sichern und waren mit ihrem Sieg in Spiel 6 im heimischen Staples Center das erste Team seit fünf Jahren, das die Trophäe auf eigenem Eis gewann. Torhüter Jonathan Quick wurde aufgrund seiner guten Leistungen mit der Conn Smythe Trophy als wertvollster Spieler der Play-offs ausgezeichnet und erhielt im Anschluss eine zehnjährige Vertragsverlängerung in Los Angeles.
Die durch den Lockout verkürzte Saison 2012/13 beendeten die Kings auf dem fünften Platz der Western Conference und trafen in der ersten Play-off-Runde auf die St. Louis Blues. Nachdem die Mannschaft zu Beginn der Serie in einen 0:2-Rückstand geraten war, gewann man anschließend vier Spiele in Folge und zog in die nächste Runde ein. Dort trat man gegen die San Jose Sharks an und konnte sich in sieben Spielen durchsetzen. Im Conference-Finale unterlag man schließlich den Chicago Blackhawks, dem späteren Stanley-Cup-Sieger. Die folgende Saison schloss man auf dem sechsten Platz der Western Conference ab und begann in der ersten Runde der Play-offs gegen die San Jose Sharks. Die Kings drehten einen 0:3-Rückstand in der Serie mit vier aufeinander folgenden Siegen und wurden somit zur vierten Mannschaft, der dies in der Geschichte der NHL gelang. In der zweiten Runde traf die Mannschaft auf die Anaheim Ducks, wo man nach fünf Spielen ebenfalls hintenlag und einen 2:3-Rückstand noch in einen 4:3-Sieg in der Serie verwandeln konnte. Im Western-Conference-Finale setzten sich die Kings durch das entscheidende Tor von Verteidiger Alec Martinez in der Verlängerung von Spiel 7 gegen die Chicago Blackhawks durch und standen damit zum zweiten Mal in drei Jahren im Stanley Cup Finale. Das Finale bestritten die Kings gegen die New York Rangers, welche man in Spiel 5 durch ein erneutes Tor in der Verlängerung von Martinez besiegen konnte und somit den zweiten Stanley-Cup-Sieg in der Klubgeschichte verzeichnete. Angreifer Justin Williams erhielt die Conn Smythe Trophy als wertvollster Akteur in den Play-offs.

### Rückkehr zum Neuaufbau (2015–2021)
Durch die zurückliegenden Erfolge gingen die Kings erneut als einer der Titelfavoriten in die Saison 2014/15, spielten jedoch eine sportlich durchwachsene Hauptrunde und konnten sich am Saisonende im direkten Duell um den Play-off-Einzug nicht gegen die Calgary Flames durchsetzen, sodass erstmals seit den Carolina Hurricanes im Jahr 2007 ein amtierender Titelträger die Play-offs verpasste.
Mit dem neuen Teamrekord von 48 Siegen meldeten sich die Kings in der Saison 2015/16 zurück, landeten am Ende mit 102 Punkten aber einen Zähler hinter den Anaheim Ducks auf Platz zwei in der Pacific Division, die sie zuvor lange Zeit und mit teilweise großem Vorsprung angeführt hatten. Eine 3:4-Shootout-Niederlage im letzten Saisonspiel gegen die Winnipeg Jets, bei der man eine 3:0-Führung noch aus der Hand gab, kostete letztlich den zweiten Divisiontitel nach 1991. In den Play-offs setzte sich der negative Lauf fort und die Mannschaft schied trotz playoff-erfahrener Neuzugänge wie den Angreifern Milan Lucic, Vincent Lecavalier und Kris Versteeg mit 1:4-Siegen gegen die San Jose Sharks aus.
Nach der enttäuschenden Saison 2016/17, die sie mit nur 86 Punkten auf dem fünften Platz in der Pacific Division beendeten, entließen die Kings ihre langjährige sportliche Führung, General Manager Dean Lombardi und Trainer Darryl Sutter. Luc Robitaille wurde Präsident und übernahm das operative Geschäft sowie die sportliche Leitung, während Rob Blake zum neuen General Manager ernannt wurde. Nach den großen Errungenschaften in der Vergangenheit war man in einen Abwärtstrend geraten und verpasste auch mit den namhaften Trade-Deadline-Verpflichtungen Goalie Ben Bishop und Rechtsaußen Jarome Iginla zum zweiten Mal in den letzten drei Jahren die Play-offs. Auch in der Folgezeit lieferte die Mannschaft schwankende Leistungen ab, bei denen sich Siege und Niederlagen abwechselten. So reichte es am Ende der Saison 2017/18 mit 98 Punkten und Platz vier in der Pacific Division knapp für die Teilnahme an den Playoffs, wo man als „Wild Card“-Team auf die neugegründeten Vegas Golden Knights traf, die in ihrer ersten NHL-Saison sämtliche Rekorde für Expansionsteams pulverisiert hatten und die Kings nach vier knappen Erfolgen mit einem „Sweep“ vorzeitig in den Sommerurlaub schickten.
Auch der Start in die Saison 2018/19 missriet, sodass Cheftrainer John Stevens nach nur 13 Spielen entlassen und durch Willie Desjardins ersetzt wurde, der die Mannschaft für den Rest der Spielzeit als Interimstrainer betreuen sollte. Im Zuge der Veränderungen im Coaching-Staff verließ auch der zu diesem Zeitpunkt als Bundestrainer amtierende Marco Sturm den Deutschen Eishockey-Bund und übernahm in Los Angeles den Posten des Assistenztrainers. Der bereits während seiner 14-jährigen NHL-Spielerkarriere kurze Zeit bei den Kings aktive Deutsche sollte sich dabei vor allem um die Verbesserung des Offensivspiels kümmern. Doch auch mit dem nach sechs Jahren aus der russischen Kontinentalen Hockey-Liga (KHL) zurückgeholten Stürmerstar Ilja Kowaltschuk reichte es am Ende nur zu 31 Siegen in 82 Spielen und die Kings verpassten als Divisionletzter und schwächstes Team der Western Conference mit nur 71 Punkten die Play-offs deutlich.
Obwohl die Kings vor Beginn der Saison 2019/20 mit Todd McLellan einen in der Vergangenheit durchaus erfolgreichen NHL-Coach als neuen Cheftrainer installierten spielte die Mannschaft weiterhin zu wechselhaft. Als es gegen Ende der Spielzeit mit sieben Siegen hintereinander etwas besser lief und das Team sich gefunden zu haben schien, wurde die Saison am 12. März 2020 aufgrund der Coronavirus-Pandemie unterbrochen. Am 26. Mai 2020 entschied die Liga die verbleibenden Spiele der regulären Saison nicht mehr auszutragen und stellte einen Plan für die Rückkehr zum Spielbetrieb vor, indem 24 Mannschaften um den Stanley Cup kämpfen sollten. Die qualifizierten Teams wurden anhand ihrer Punktgewinnquote in Prozent zum Zeitpunkt des Saisonabbruchs ermittelt. Die Kings gehörten als Siebter der Pacific Division mit 64 Punkten aus 70 absolvierten Spielen zu den sieben Mannschaften, die sich nicht für die Playoffs qualifizierten.
Auch die folgende Spielzeit stand deutlich unter dem Einfluss der anhaltenden „Corona-Krise“. Erst mit etwa dreimonatiger Verspätung wurde am 13. Januar 2021 der Spielbetrieb aufgenommen und die Teams absolvierten lediglich 56 Partien innerhalb neu angeordneter Divisions. Um Reiseaufwand zu minimieren und zugleich den Grenzübertritt zwischen Kanada und den USA zu vermeiden, wurde eine nur aus den sieben kanadischen Mannschaften bestehende North Division gebildet. Die Kings waren Teil der neu geschaffenen West Division, in der die Colorado Avalanche, die Minnesota Wild sowie die St. Louis Blues die in der bisherigen Pacific Division freigewordenen Plätze der Calgary Flames, Edmonton Oilers und Vancouver Canucks übernahmen. In einer von coronabedingten Spielabsagen und Spielerausfällen geprägten Saison 2020/21 standen am Ende 49 Punkte und Divisionsplatz sechs zu Buche, womit die Post-season auch im dritten Jahr hintereinander verpasst wurde.

### Nach der Pandemie (2022–heute)
Während der Saison 2021/22 veräußerte man die Namensrechte am Staples Center in Los Angeles für rund 700 Millionen US-Dollar und 20 Jahre an eine Kryptobörse, woraufhin die Heimspielstätte der Kings am 25. Dezember 2021 in Crypto.com Arena umbenannt wurde. Sportlich hatte das Team im Vorfeld der Spielzeit mit Center Phillip Danault von den Montreal Canadiens und Flügelstürmer Viktor Arvidsson von den Nashville Predators zwei namhafte Neuzugänge für die Offensive an Land gezogen, die wesentlich mit dafür verantwortlich waren, dass man sich als Dritter der Pacific Division mit einer 44-27-11-Bilanz und 99 Punkten zum ersten Mal seit vier Jahren wieder für die Playoffs qualifizieren konnte. Trotz einer 3-2-Führung gegen die Edmonton Oilers war nach sieben Spielen die erste Runde bereits Endstation. Nach der Saison gab Dustin Brown das Ende seiner aktiven Karriere bekannt, in der er insgesamt 1.296 NHL-Partien bestritten und 712 Scorerpunkte im Trikot der Kings verzeichnet hatte. Nach den Jerseys von Vachon, Dionne, Taylor, Gretzky, Robitaille und Blake wurde seine Rückennummer 23 am 11. Februar 2023 als siebte des Teams unter das Hallendach gezogen und fortan nicht mehr vergeben.
Auch in der folgenden Off-season setzten die Kings auf dem Transfermarkt ein Zeichen und verpflichteten Linksaußen Kevin Fiala von den Minnesota Wild. Der Schweizer schlug auf Anhieb ein und führte die Mannschaft den Großteil der Saison 2022/23 in Scorerpunkten an, ehe ihn eine Verletzung im Saisonendspurt ausbremste. Daneben avancierte Adrian Kempe mit 41 Treffern zum ersten Kings-Spieler mit mindestens 40 Saisontoren seit Luc Robitaille in der Saison 1993/94 44-mal getroffen hatte. In der Offensive lief also alles nach Plan, doch plötzlich hatte man in Los Angeles ein Problem auf der Torhüterposition. Ein geeigneter Nachfolger für Jonathan Quick war noch nicht gefunden und der Star-Goalie selbst brachte seine gewohnten Leistungen aus Altersgründen nicht mehr aufs Eis. Nach über 15 Jahren im Tor der Kings wurde er zur Trade Deadline schließlich an die Columbus Blue Jackets abgegeben, die ihn direkt weiter zu den Vegas Golden Knights transferierten. Mit 104 Punkten erreichten die Kings wiederum als Dritter ihrer Division die Playoffs und trafen in der ersten Runde erneut auf die Edmonton Oilers, denen sie diesmal in sechs Spielen unterlagen.
In der Off-season landeten die Kings einen Coup und verpflichteten mit Pierre-Luc Dubois einen weiteren prominenten Angreifer von den Winnipeg Jets. Dubois enttäuschte allerdings auf ganzer Linie und wurde nach nur einer Spielzeit an die Washington Capitals abgegeben. Nachdem Los Angeles mit dem neuen Rekord von elf Auswärtssiegen stark in die Saison 2023/24 gestartet war, konnten nach dem Jahreswechsel dann lediglich zwei von 16 Spielen gewonnen werden, woraufhin Head Coach Todd McLellan von seinen Aufgaben entbunden wurde. In der Folgezeit zeigte man die durch den Trainerwechsel zu Jim Hiller, der als Assistenztrainer zum neuen Chef hinter der Bande befördert worden war, erhoffte Reaktion und landete schließlich mit einer 44–27–11-Bilanz und 99 Punkten wieder auf Rang drei in der Pacific Division. In den Playoffs wurden die Kings von den Edmonton Oilers regelrecht überrollt, kassierten 22 Gegentore in fünf Spielen und unterlagen, genau wie von 1990 bis 1992, zum dritten Mal in Folge demselben Gegner zum Playoffauftakt.

## Spielstätten

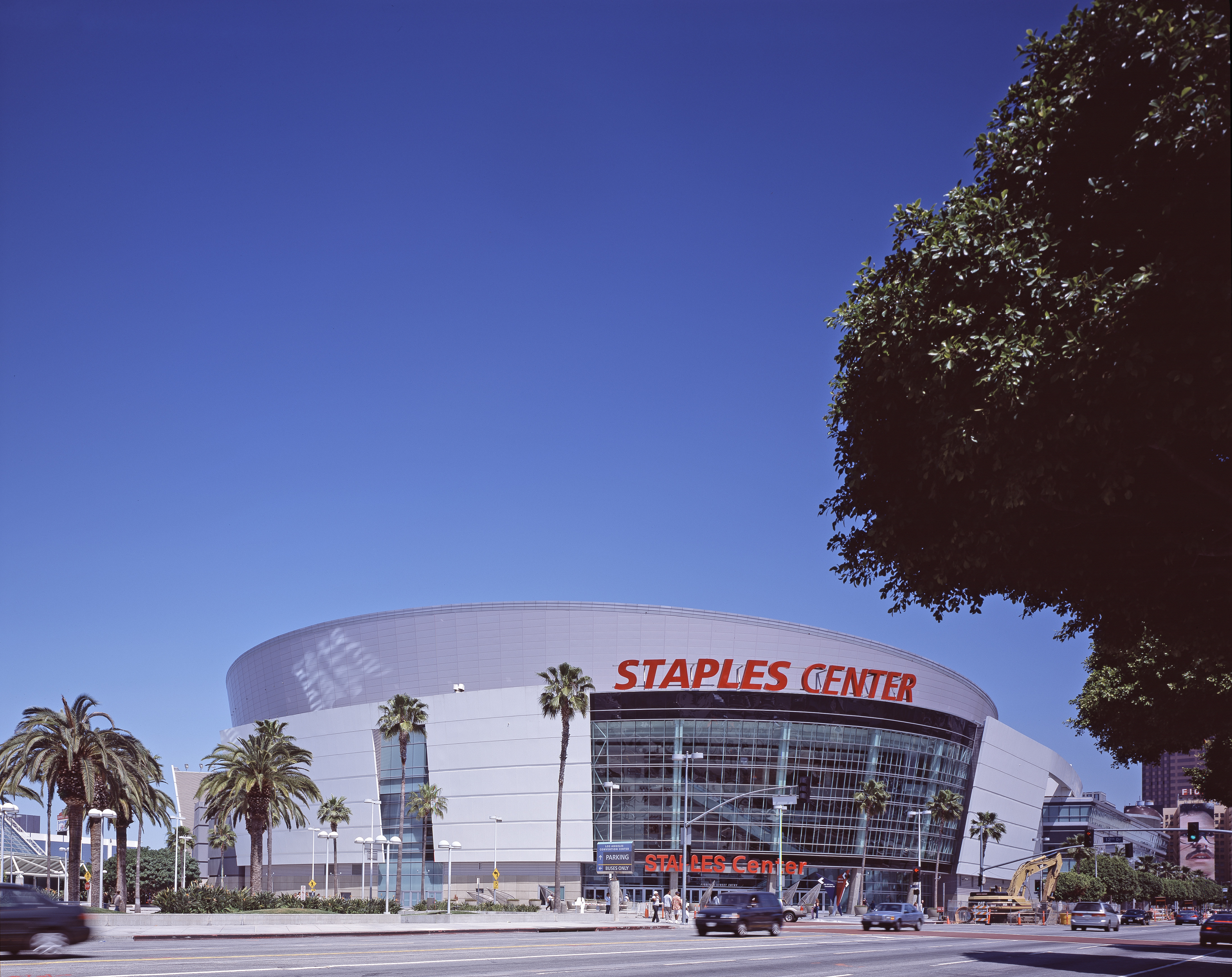
Die Crypto.com Arena ist die aktuelle Spielstätte

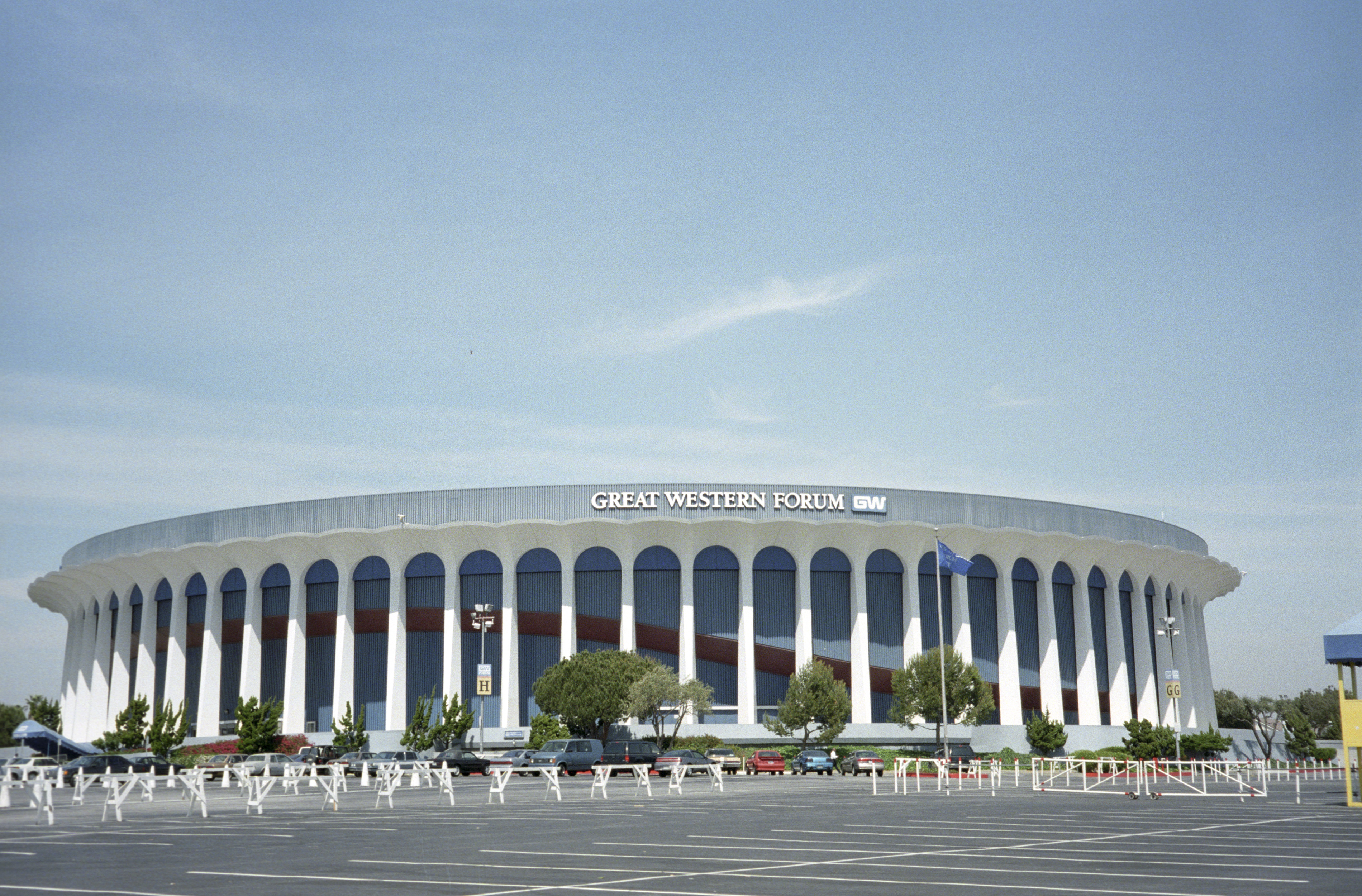
Das Great Western Forum, von 1967 bis 1999 Heimat der Kings

Die Kings tragen ihre Heimspiele seit 1999 in der Crypto.com Arena, einer 18.118 Zuschauer fassenden Multifunktionsarena, aus. Neben den Kings tragen mit den Los Angeles Lakers, Los Angeles Clippers (beide NBA), Los Angeles Sparks (WNBA) und Los Angeles Avengers (AFL) weitere vier Profiteams ihre Spiele im Staples Center aus. Keine andere Halle in den Vereinigten Staaten ist derart häufig frequentiert. Die Namensrechte an der Arena hatte von 1999 bis 2021 der Bürobedarfshändler Staples. Das Unternehmen zahlte für die gesamte Dauer von 20 Jahren 116 Millionen US-Dollar. Seit dem 25. Dezember 2021 trägt die Halle den Namen Crypto.com Arena.
Nachdem Los Angeles die Zusage für ein NHL-Team erhalten hatten, planten die Verantwortlichen mit der Los Angeles Memorial Sports Arena als Halle. Dort hatte man aber bereits eine Zusage an die Los Angeles Blades in der Western Hockey League gegeben. Verärgert planten die Kings den Bau einer neuen Halle, die zum Beginn der Saison 1967/68 noch nicht fertig gestellt war. Das erste Heimspiel der Kings wurde in der Long Beach Arena ausgetragen, die 11.200 Zuschauern Platz bot. In den ersten Wochen pendelte das Team zwischen der Long Beach Arena und der Los Angeles Memorial Sports Arena mit einem Fassungsvermögen von 14.546 Plätzen. Noch im Jahr 1967 konnte man in die neu gebaute, eigene Halle umziehen. Von 1967 bis 1999 spielte der Klub im Great Western Forum, das bei Eishockeyveranstaltungen eine Kapazität von 16.005 Plätzen hatte. Diese Halle war auch die Heimat der Los Angeles Lakers.

## Besitzer und Farmteams
Der kanadische Geschäftsmann Jack Kent Cooke war der Gründer und erste Besitzer der Kings. Im Jahr 1966 bezahlte er der National Hockey League (NHL) zwei Millionen US-Dollar, um ein neues Team in Los Angeles anzusiedeln. Bereits ein Jahr zuvor hatte Cooke die Los Angeles Lakers aus der National Basketball Association (NBA) für fünf Millionen US-Dollar gekauft. Als Arena für beide Mannschaften ließ der Unternehmer im Jahr 1967 das Forum im Stadtteil Inglewood bauen. Die Basketballer gewannen 1972 die NBA-Meisterschaft und erreichten unter seiner Ägide insgesamt siebenmal die Finalserie. Im Jahr 1974 wurde Cooke Anteilseigner der Washington Redskins aus der National Football League (NFL), zog 1978 schließlich ganz in die US-Hauptstadt und verkaufte ein Jahr später das Forum (43,5 Millionen US-Dollar), die Lakers (14 Millionen US-Dollar) und die Kings (10 Millionen US-Dollar) für insgesamt 67,5 Millionen US-Dollar an Jerry Buss. Es war die bis dato größte Transaktion in der nordamerikanischen Sportgeschichte.
Buss machte fortan den Sport zur Show. Bei den Basketballspielen ließ er leichtbekleidete Frauen auf dem Parkett tanzen, er gab den Hollywood-Stars Tickets für Plätze direkt am Spielfeldrand und er verkaufte Logen an die Reichen, damit sich alle anderen auch Eintrittskarten leisten konnten. Für ihn war Sport nicht nur ein Wettkampf, sondern auch und vor allem Unterhaltung. Natürlich brauchte es dafür aber auch erfolgreich spielende Mannschaften. Gleich in der ersten Saison mit Buss gewannen die Lakers den NBA-Titel und in den folgenden 33 Jahren sollten noch neun weitere hinzukommen. Mit den erfolglosen Kings war es dagegen schwer, die Zuschauer zu begeistern. Zum einen hatte die Mannschaft nicht die Spieler, die in der Lage waren spektakuläres Eishockey zu bieten und zum anderen war Los Angeles eben kein typischer Eishockeymarkt mit entsprechendem Zuspruch seitens des gesellschaftlichen Umfelds. Auch dem Rahmenprogramm waren aufgrund der Eisfläche in der Halle Grenzen gesetzt.
So dauerte es dann auch nur wenige Jahre bis Buss die Kings wieder abstieß. Bruce McNall, Münzensammler und Filmproduzent, hatte den Mut in Los Angeles ins Eishockeygeschäft zu investieren. Im Jahr 1986 kaufte er sich mit 25 Prozent bei den Kings ein, bevor er mit dem Erwerb von weiteren 24 Prozent im Jahr 1987 zum Präsidenten aufstieg und im März 1988 schließlich die restlichen Anteile des Franchises erstand. Um Eishockey unter Palmen im Schatten von Hollywood aber zur Show zu machen, brauchte es einen Superstar. Diesen fand er in Wayne Gretzky, den er in einem Transfergeschäft erstand. McNalls persönlicher Aufstieg ging mit dem des Teams einher und gipfelte 1992 in seiner Wahl zum „Chairman of the NHL Board of Governors“, der zweithöchsten Position im NHL-Management hinter dem Liga-Präsidenten. Doch nur kurze Zeit später begann sein Stern genauso schnell zu sinken, wie er aufgegangen war. Bereits 1994 wurde er als Hochstapler und Betrüger entlarvt, der die Bank of America mit faulen Krediten um 236 Millionen US-Dollar erleichtert hatte. Die Kings gerieten durch seine Aktivitäten in große wirtschaftliche Schwierigkeiten und standen kurz davor Konkurs anmelden zu müssen. Unter diesem Druck sah sich McNall gezwungen das Franchise im Mai 1994 an Joseph Cohen und Jeffrey Sudikoff zu veräußern.
Seit Oktober 1995 befinden sich die Kings im Besitz der beiden US-amerikanischen Milliardäre Philip F. Anschutz und Edward Roski Jr., die das Franchise vom Gespann Cohen/Sudikoff übernahmen und es vor der drohenden Insolvenz retteten. Anschutz betreibt über die Anschutz Entertainment Group (AEG) neben dem NHL-Team auch das 1999 in Downtown L.A. eröffnete Staples Center. Die im Jahr darauf fertiggestellte Trainingshalle Toyota Sports Performance Center im Vorort El Segundo sowie das Kings-Farmteam Ontario Reign befinden sich – neben einer Vielzahl weiterer Sportmannschaften und Arenen in Europa und den USA – ebenfalls im Besitz des Unternehmers.

## Erfolge und Ehrungen

### Sportliche Erfolge
| Stanley Cups              |                  |
| Saison                    |                  |
| 2012, 2014                |                  |
| Conference Championships  | Saison           |
| Clarence S. Campbell Bowl | 1992/93, 2011/12 |
| Division Championships    | Saison           |
| Smythe Division           | 1990/91          |

Den ersten zu erwähnenden Erfolg feierten die Los Angeles Kings in der Saison 1968/69 mit dem Erreichen des Halbfinals. Dies stellten die Kings sicher, nachdem sie sich in der ersten Playoff-Runde gegen die benachbarten Oakland Seals durchgesetzt hatten. Keine Chance hatten sie jedoch sich gegen die St. Louis Blues auf dem Weg ins Finale durchzusetzen.
Die reguläre Saison 1990/91 beendeten die Kings als Erster der Smythe Division. Die erste tatsächliche Auszeichnung erhielten die Kings mit dem Gewinn der Clarence S. Campbell Bowl in der Saison 1992/93. Als Vertreter der Western Conference unterlag das Team um Wayne Gretzky jedoch den Montréal Canadiens in der Finalserie um den Stanley Cup. Nach einem Sieg in der ersten Partie folgten vier Niederlagen.
In der Saison 2011/12 wiederholten die Kings diesen Erfolg, nachdem sie als achtplatziertes Team nach der regulären Saison nacheinander die drei Divisionssieger der Western Conference aus dem Wettbewerb warfen, darunter auch der Presidents’-Trophy-Gewinner Vancouver Canucks. In der zweiten Finalteilnahme ihrer Geschichte trafen die Kings auf die New Jersey Devils. Nachdem die Kings die ersten drei Spiele gewonnen hatten, kamen die Devils zwar mit zwei Siegen zurück, im sechsten Spiel sicherten sich die Los Angeles Kings aber mit einem 6:1-Sieg zum ersten Mal den Stanley Cup.

### NHL Awards
| Auszeichnung                   | Name                                                  | Saison                                                              |
| Art Ross Trophy                | Marcel Dionne Wayne Gretzky                           | 1979/80 1989/90, 1990/91, 1993/94                                   |
| Bill Masterton Memorial Trophy | Butch Goring Bob Bourne Dave Taylor                   | 1977/78 1987/88 1990/91                                             |
| Calder Memorial Trophy         | Luc Robitaille                                        | 1986/87                                                             |
| Conn Smythe Trophy             | Jonathan Quick Justin Williams                        | 2011/12 2013/14                                                     |
| Frank J. Selke Trophy          | Anže Kopitar                                          | 2015/16, 2017/18                                                    |
| Hart Memorial Trophy           | Wayne Gretzky                                         | 1988/89                                                             |
| James Norris Memorial Trophy   | Rob Blake Drew Doughty                                | 1997/98 2015/16                                                     |
| King Clancy Memorial Trophy    | Dave Taylor                                           | 1990/91                                                             |
| Lady Byng Memorial Trophy      | Marcel Dionne Butch Goring Wayne Gretzky Anže Kopitar | 1976/77 1977/78 1990/91, 1991/92, 1993/94 2015/16, 2022/23, 2024/25 |
| Lester B. Pearson Award        | Marcel Dionne                                         | 1978/79, 1979/80                                                    |
| Lester Patrick Trophy          | Terry Sawchuk Bruce McNall Wayne Gretzky              | 1970/71 1992/93 1993/94                                             |
| Mark Messier Leadership Award  | Dustin Brown Anže Kopitar                             | 2013/14 2021/22                                                     |
| NHL Foundation Player Award    | Dustin Brown                                          | 2010/11                                                             |
| NHL Plus/Minus Award           | Marty McSorley                                        | 1990/91                                                             |
| William M. Jennings Trophy     | Jonathan Quick                                        | 2013/14, 2017/18                                                    |

### NHL All-Star-Team-Nominierungen
| Auszeichnung         | Name | Saison |
| All-Rookie Team      | Steve Duchesne Jimmy Carson Luc Robitaille Rob Blake Jamie Storr Ľubomír Višňovský Drew Doughty                            | 1986/87 1990/91 1997/98, 1998/99 2000/01 2008/09                                                                         |
| First All-Star Team  | Marcel Dionne Charlie Simmer Luc Robitaille Wayne Gretzky Rob Blake Drew Doughty                                           | 1976/77, 1979/80 , 1980/81 1987/88, 1988/89, 1989/90, 1990/91, 1992/93 1990/91 1997/98 2015/16, 2017/18                  |
| Second All-Star Team | Rogatien Vachon Marcel Dionne Mario Lessard Dave Taylor Luc Robitaille Wayne Gretzky Rob Blake Drew Doughty Jonathan Quick | 1974/75, 1976/77 1978/79 , 1991/92 1986/87, 2000/01 1988/89, 1989/90, 1993/94 1999/00, 2000/01* 2009/10, 2014/15 2011/12 |

* wechselte während der Saison 2000/01 nach Colorado
Seit der Gründung des Franchises schafften es neun Spieler insgesamt 25 Mal in eines der All-Star-Teams sowie sieben weitere ins All-Rookie-Team gewählt zu werden.

### NHL All-Star Game-Nominierungen
Abkürzungen: GP = Spiele, G = Tore, A = Vorlagen,
Pts = Punkte
| Name            | von – bis | GP | G | A | Pts |
| Luc Robitaille  | 1988–2001 | 8  | 8 | 6 | 14  |
| Wayne Gretzky   | 1989–1996 | 7  | 3 | 6 | 9   |
| Marcel Dionne   | 1976–1985 | 7  | 2 | 4 | 6   |
| Rob Blake       | 1994–2001 | 4  | 1 | 2 | 3   |
| Dave Taylor     | 1981–1994 | 4  | 0 | 1 | 1   |
| Bernie Nicholls | 1984–1990 | 3  | 0 | 1 | 1   |
| Rogatien Vachon | 1973–1978 | 3  | – | – | –   |
| Anže Kopitar    | 2008–2020 | 7  | 2 | 6 | 8   |

Mit insgesamt acht Berufungen ist Luc Robitaille der Spieler, der auf die meisten Teilnahmen in der Geschichte des Teams zurückblicken kann. Dank seiner acht Tore und sechs Assists ist er mit 14 Punkten auch der erfolgreichste Spieler. Wayne Gretzky gelangen bei seinen sieben Auftritten ebenfalls sechs Vorlagen. In jeweils fünf Einsätzen haben inzwischen auch Drew Doughty und Anze Kopitar sechs Assists verbucht.
Beim All-Star Game 1968 war Torhüter Terry Sawchuk der erste Spieler, der für Los Angeles teilnahm. Beim All-Star Game 1971 gelang Bill Flett die erste Vorlage bei einem All-Star-Game. Erst beim All-Star Game 1973 erzielte mit Terry Harper ein Spieler der Kings einen Treffer.
Wayne Gretzky wurde 1989 zum wertvollsten Spieler des All-Star-Games gewählt. Beim All-Star Game 1994 war mit Barry Melrose erstmals ein Trainer der Kings Cheftrainer der All-Star-Auswahl. In den Jahren 2015 und 2016 kam Darryl Sutter hinzu, der als zweiter Kings-Trainer Chefcoach eines All-Star Teams war.
Schon dreimal war Los Angeles Gastgeber des All-Star-Games. Nachdem beim 33. National Hockey League All-Star Game im Jahr 1981 im Forum 15.761 Zuschauer das Spiel besuchten, war das All-Star-Game nach dem Umzug in den Staples Center im Jahr 2002 erneut in Los Angeles. Im Vorfeld des Spiels, das vor einer Kulisse von 18.118 Zuschauern stattfand, wurde erstmals ein YoungStars Game veranstaltet. Anlässlich des 50-jährigen Bestehens der Kings-Organisation sowie im Rahmen der Feierlichkeiten zum 100-jährigen Jubiläum der National Hockey League (NHL) fand das All-Star-Spiel am 29. Januar 2017 zum dritten Mal in Los Angeles statt. Im Finale des 62. NHL All-Star Game behielt vor 18.665 Zuschauern im Staples Center die Metropolitan Division knapp mit 4-3 die Oberhand gegen die Pacific Division. Die Trikots vier Mannschaften waren in Anlehnung an die Teamfarben der Kings in Gold (Atlantic Division), Violett (Central Division), Weiß (Metropolitan Division) und Schwarz (Pacific Division) gehalten.
Im Rahmen der All-Star-Feierlichkeiten wurden anlässlich des 100. Jubiläums der Liga auch die „NHL100“, die 100 besten Spieler der NHL-Geschichte, präsentiert. Unter den Eishockey-Legenden waren mit Paul Coffey, Marcel Dionne, Grant Fuhr, Wayne Gretzky, Jari Kurri, Larry Robinson, Luc Robitaille, Terry Sawchuk und Billy Smith auch neun Spieler, die im Laufe ihrer Karriere das Trikot der Kings getragen haben.
Außer den All-Star-Games gab es drei weitere Anlässe, bei dem die NHL ein All-Star-Team stellte. Bei der Summit Series 1972 waren keine Spieler der Kings im Kader. Beim Challenge Cup 1979 wurden die Kings von Marcel Dionne vertreten. Wie bei den ersten beiden Serien, war auch beim Rendez-vous ’87 die sowjetische Nationalmannschaft Gegner des NHL-Teams, das erneut ohne einen Spieler aus Los Angeles antrat.

### Franchiserekorde
Im Folgenden werden ausgewählte Spielerrekorde des Franchise sowohl über die gesamte Karriere als auch über einzelne Spielzeiten aufgeführt.

#### Karriere
|                                   | Name           | Anzahl                                    |
| Meiste Spiele                     | Anže Kopitar*  | 1.454 (in 19 Spielzeiten)                 |
| Meiste aufeinanderfolgende Spiele | Drew Doughty   | 460 (8. Oktober 2014 bis 18. Januar 2020) |
| Meiste Tore                       | Luc Robitaille | 557                                       |
| Meiste Vorlagen                   | Anže Kopitar*  | 838                                       |
| Meiste Punkte                     | Marcel Dionne  | 1.307 (550 Tore + 757 Vorlagen)           |
| Meiste Strafminuten               | Marty McSorley | 1.846                                     |
| Meiste Shutouts                   | Jonathan Quick | 57                                        |

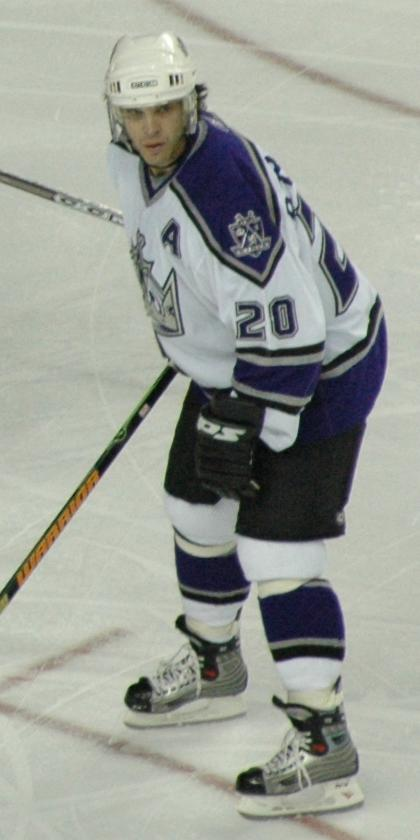
Rekordtorschütze Luc Robitaille

* aktiver Spieler der Kings; Stand nach Ende Saison 2024/25

#### Saison
|                               | Name            | Anzahl                       | Saison  |
| Meiste Tore                   | Bernie Nicholls | 70                           | 1988/89 |
| Meiste Vorlagen               | Wayne Gretzky   | 122                          | 1990/91 |
| Meiste Punkte                 | Wayne Gretzky   | 168 (54 Tore + 114 Vorlagen) | 1988/89 |
| Meiste Punkte als Rookie      | Luc Robitaille  | 84 (45 Tore + 39 Vorlagen)   | 1986/87 |
| Meiste Punkte als Verteidiger | Larry Murphy    | 76 (16 Tore + 60 Vorlagen)   | 1980/81 |
| Meiste Strafminuten           | Marty McSorley  | 399                          | 1992/93 |
| Meiste Siege als Torhüter     | Jonathan Quick  | 40                           | 2015/16 |

## Trainer
Die Kings beschäftigten in ihrer Geschichte bisher 26 verschiedene Cheftrainer. Derzeit wird diese Position von Todd McLellan eingenommen, welcher den Job seit dem Beginn der Saison 2019/20 innehat. Andy Murray, der 19. Kings-Trainer, coachte die meisten Spiele, erreichte die meisten Punkte und verzeichnete die meisten Niederlagen. Darryl Sutter, der 24. Hauptübungsleiter, hält die Franchiserekorde für die meisten Siege sowie die meisten Spiele, Siege und Niederlagen in den Playoffs. Mit drei Amtszeiten, in denen er insgesamt jedoch nur zehn Spiele hinter der Bande stand, war Rogatien Vachon der bisher am häufigsten beschäftigte Cheftrainer in Los Angeles. Die einzigen Kings-Coaches, die bisher in die Hockey Hall of Fame in Toronto aufgenommen wurden, sind Roger Neilson und Pat Quinn.

### 1967 bis 1984
Abkürzungen: GC = Spiele, W = Siege, L = Niederlagen, T = Unentschieden, OTL = Niederlagen nach
Overtime, Pts = Punkte, Pts % = Punktquote
| Name             | Saison            | Reguläre Saison | Reguläre Saison | Reguläre Saison | Reguläre Saison | Reguläre Saison | Reguläre Saison | Playoffs | Playoffs | Playoffs |
| Name             | Saison            | GC              | W               | L               | T               | Pts             | Pts %           | GC       | W        | L        |
| Red Kelly        | 1967/68–1968/69   | 150             | 55              | 75              | 20              | 130             | .367            | 18       | 7        | 11       |
| Hal Laycoe       | 1969/70*          | 24              | 5               | 18              | 1               | 11              | .208            | —        | —        | —        |
| Johnny Wilson    | 1969/70*          | 52              | 9               | 34              | 9               | 27              | .173            | —        | —        | —        |
| Larry Regan      | 1970/71–1971/72*  | 88              | 27              | 47              | 14              | 68              | .307            | —        | —        | —        |
| Fred Glover      | 1971/72           | 68              | 18              | 42              | 8               | 44              | .264            | —        | —        | —        |
| Bob Pulford      | 1972/73–1976/77   | 396             | 178             | 150             | 68              | 424             | .449            | 26       | 10       | 16       |
| Ron Stewart      | 1977/78           | 80              | 31              | 34              | 15              | 77              | .388            | 2        | 0        | 2        |
| Bob Berry        | 1978/79–1980/81   | 240             | 107             | 94              | 39              | 253             | .446            | 10       | 2        | 8        |
| Parker MacDonald | 1981/82*          | 42              | 13              | 24              | 5               | 31              | .310            | —        | —        | —        |
| Don Perry        | 1981/82*–1983/84* | 168             | 52              | 85              | 31              | 135             | .310            | 10       | 4        | 6        |

* Wechsel während der laufenden Saison;
** Interimstrainer

### Seit 1984
| Name              | Saison            | Reguläre Saison | Reguläre Saison | Reguläre Saison | Reguläre Saison | Reguläre Saison | Reguläre Saison | Reguläre Saison | Playoffs | Playoffs | Playoffs |
| Name              | Saison            | GC              | W               | L               | T               | OTL             | Pts             | Pts %           | GC       | W        | L        |
| Rogatien Vachon** | 1983/84*          | 2               | 1               | 0               | 1               | —               | 3               | .500            | —        | —        | —        |
| Roger Neilson     | 1983/84*          | 28              | 8               | 17              | 3               | —               | 19              | .286            | —        | —        | —        |
| Pat Quinn         | 1984/85–1986/87*  | 202             | 75              | 101             | 26              | —               | 176             | .371            | 3        | 0        | 3        |
| Mike Murphy       | 1986/87*–1987/88* | 65              | 20              | 37              | 8               | —               | 48              | .308            | 5        | 1        | 4        |
| Rogatien Vachon** | 1987/88*          | 1               | 0               | 1               | 0               | —               | 0               | .000            | —        | —        | —        |
| Robbie Ftorek     | 1987/88*–1988/89  | 132             | 65              | 56              | 11              | —               | 141             | .492            | 16       | 5        | 11       |
| Tom Webster       | 1989/90–1991/92   | 240             | 115             | 94              | 31              | —               | 261             | .479            | 28       | 12       | 16       |
| Barry Melrose     | 1992/93–1994/95*  | 209             | 79              | 101             | 29              | —               | 187             | .378            | 24       | 13       | 11       |
| Rogatien Vachon** | 1994/95*          | 7               | 3               | 2               | 2               | —               | 11              | .429            | —        | —        | —        |
| Larry Robinson    | 1995/96–1998/99   | 328             | 122             | 161             | 45              | —               | 289             | .372            | 4        | 0        | 4        |
| Andy Murray       | 1999/00–2005/06*  | 480             | 215             | 176             | 58              | 31              | 519             | .448            | 24       | 10       | 14       |
| John Torchetti**  | 2005/06*          | 12              | 5               | 7               | —               | 0               | 10              | .417            | —        | —        | —        |
| Marc Crawford     | 2006/07–2007/08   | 164             | 59              | 84              | —               | 21              | 139             | .360            | —        | —        | —        |
| Terry Murray      | 2008/09–2011/12*  | 275             | 139             | 106             | —               | 30              | 308             | .560            | 12       | 4        | 8        |
| John Stevens**    | 2011/12*          | 4               | 2               | 2               | —               | 0               | 4               | .500            | —        | —        | —        |
| Darryl Sutter     | 2011/12*–2016/17  | 425             | 226             | 147             | —               | 53              | 503             | .592            | 69       | 42       | 27       |
| John Stevens      | 2017/18–2018/19*  | 99              | 51              | 39              | —               | 9               | 111             | .561            | 4        | 0        | 4        |
| Willie Desjardins | 2018/19*          | 69              | 27              | 34              | —               | 8               | 62              | .487            | —        | —        | —        |
| Todd McLellan     | 2019/20–2023/24*  | 338             | 164             | 130             | —               | 44              | 372             | .550            | 13       | 5        | 8        |
| Jim Hiller        | seit 2023/24*     | 116             | 69              | 37              | —               | 10              | 148             | .638            | 11       | 3        | 8        |

## General Manager
| Name            | Saison           |
| Larry Regan     | 1967/68–1973/74* |
| Jake Milford    | 1973/74*–1976/77 |
| George Maguire  | 1977/78–1983/84* |
| Rogatien Vachon | 1983/84*–1991/92 |
| Nick Beverley   | 1992/93–1993/94  |

| Name          | Saison          |
| Sam McMaster  | 1994/95–1996/97 |
| Dave Taylor   | 1997/98–2005/06 |
| Dean Lombardi | 2006/07–2016/17 |
| Rob Blake     | 2017/18–2024/25 |
| Ken Holland   | seit 2025/26    |

* Wechsel während der laufenden Saison
In der Auftaktsaison des Franchises starteten die Kings mit dem anerkannten Fachmann Larry Regan als General Manager. Nach sechs Jahren im Amt räumte er seinen Platz für Jake Milford, der bis 1977 die Geschicke des Teams leitete. Ihm folgte George Maguire nach, der jedoch nach einigen enttäuschenden Spielzeiten mit vielen erfolglosen Trainern Mitte der 1980er Jahre den Club verließ. Während der Saison 1983/84 wurde mit Rogie Vachon ein neuer Manager verpflichtet, der zwischen 1971 und 1978 bereits als Torwart für das Team aktiv gewesen war. In seiner über achtjährigen Amtszeit übernahm er auch dreimal kurzfristig die Position als Cheftrainer hinter der Bande. Nick Beverley übernahm das Vachons Erbe und hatte mit nur zwei Spielzeiten zwar die bis heute kürzeste Amtszeit aller General Manager in Los Angeles, dafür aber eine sehr erfolgreiche. Mit ihm hinterm Schreibtisch zog das kalifornische Franchise 1993 zum ersten Mal in das Stanley-Cup-Finale ein. Zur Lockout-Saison 1994/95 wurde Sam McMaster als Beverleys Nachfolger unter Vertrag genommen. Seine Zeit darf man getrost als Flop bezeichnen, da die Mannschaft während seiner Tätigkeit in den Tabellenkeller der NHL durchgereicht wurde. Nach drei völlig missglückten Jahren musste er schließlich die Koffer packen. Seine desaströse Transferpolitik kostete ihm nicht nur den Job, sondern brachte ihm auch den Spitznamen „Master of Desaster“ ein. Mit dem Beginn der Saison 1997/98 übernahm L.A.'s damaliger Rekordspieler Dave Taylor den Posten des General Managers. Nach einigen Höhen und Tiefen blieben größere Erfolge aber weiterhin aus und so musste auch Taylor nach neun Jahren seinen Posten räumen. Von 2006 bis 2017 füllte mit Dean Lombardi einer der strategischsten Manager der Liga die Funktion aus, der um viele junge Talente einen erfolgshungrigen Kader bildete, der in der Saison 2011/12 endlich den ersten Stanley Cup nach Los Angeles holte und diesen Erfolg in der Saison 2013/14 sogar wiederholen konnte. Nach mehr als zehn Jahren im Amt wurde Lombardi nach der Saison 2016/17 entlassen und sein bisheriger Assistent, der zwischen 1989 und 2008 als Verteidiger für das Team aktive Rob Blake, zu seinem Nachfolger befördert.
 Blake führte die Geschicke des Teams bis zum Ende der Saison 2024/25, ehe er durch Ken Holland ersetzt wurde.

## Spieler

### Kader der Saison 2024/25
Stand: 28. Juni 2025
| Nr. | Nat.               | Spieler             | Pos. | Geburtsdatum       | in Org. seit | Geburtsort                          |
| --- | ------------------ | ------------------- | ---- | ------------------ | ------------ | ----------------------------------- |
| 35  | Kanada             | Darcy Kuemper       | G    | 5. Mai 1990        | 2024         | Saskatoon, Saskatchewan, Kanada     |
| 31  | Tschechien         | David Rittich       | G    | 19. August 1992    | 2023         | Jihlava, Tschechoslowakei           |
| 44  | Vereinigte Staaten | Mikey Anderson      | D    | 25. Mai 1999       | 2019         | Fridley, Minnesota, USA             |
| 7   | Kanada             | Kyle Burroughs      | D    | 12. Juli 1995      | 2024         | Vancouver, British Columbia, Kanada |
|     | Kanada             | Cody Ceci           | D    | 21. Dezember 1993  | 2025         | Ottawa, Ontario, Kanada             |
| 92  | Kanada             | Brandt Clarke       | D    | 9. Februar 2003    | 2021         | Nepean, Ontario, Kanada             |
| 8   | Kanada             | Drew Doughty – A    | D    | 8. Dezember 1989   | 2008         | London, Ontario, Kanada             |
| 6   | Kanada             | Joel Edmundson      | D    | 28. Juni 1993      | 2024         | Brandon, Manitoba, Kanada           |
| 84  | Russland           | Wladislaw Gawrikow  | D    | 21. November 1995  | 2023         | Jaroslawl, Russland                 |
| 55  | Kanada             | Quinton Byfield     | C    | 19. August 2002    | 2020         | Newmarket, Ontario, Kanada          |
| 24  | Kanada             | Phillip Danault – A | LW   | 24. Februar 1993   | 2021         | Victoriaville, Québec, Kanada       |
| 22  | Schweiz            | Kevin Fiala         | LW   | 22. Juli 1996      | 2022         | St. Gallen, Schweiz                 |
| 37  | Kanada             | Warren Foegele      | LW   | 1. April 1996      | 2024         | Markham, Ontario, Kanada            |
| 9   | Schweden           | Adrian Kempe        | LW   | 13. September 1996 | 2015         | Kramfors, Schweden                  |
| 11  | Slowenien          | Anže Kopitar – C    | C    | 24. August 1987    | 2006         | Jesenice, SR Slowenien              |
| 96  | Russland           | Andrei Kusmenko     | LW   | 4. Februar 1996    | 2025         | Jakutsk, Russland                   |
| 14  | Vereinigte Staaten | Alex Laferriere     | RW   | 28. Oktober 2001   | 2023         | Chatham, New Jersey, USA            |
| 61  | Vereinigte Staaten | Trevor Lewis        | C    | 8. Januar 1987     | 2023         | Salt Lake City, Utah, USA           |
| 12  | Vereinigte Staaten | Trevor Moore        | LW   | 31. März 1995      | 2020         | Thousand Oaks, Kalifornien, USA     |
|     | Kanada             | Corey Perry         | RW   | 16. Mai 1985       | 2025         | Peterborough, Ontario, Kanada       |
| 26  | Kanada             | Akil Thomas         | C    | 2. Januar 2000     | 2019         | Toronto, Ontario, Kanada            |
| 15  | Vereinigte Staaten | Alex Turcotte       | C    | 26. Februar 2001   | 2020         | Elk Grove Village, Illinois, USA    |

### Mannschaftskapitäne
| Jahr      | Name            |
| 1967–1969 | Bob Wall        |
| 1969–1971 | Larry Cahan     |
| 1971–1973 | Bob Pulford     |
| 1973–1975 | Terry Harper    |
| 1975–1981 | Mike Murphy     |
| 1981–1983 | Dave Lewis      |
| 1983–1985 | Terry Ruskowski |
| 1985–1989 | Dave Taylor     |

| Jahr      | Name             |
| 1989–1992 | Wayne Gretzky    |
| 1992–1993 | Luc Robitaille   |
| 1993–1996 | Wayne Gretzky    |
| 1996–2001 | Rob Blake        |
| 2001–2007 | Mattias Norström |
| 2007–2008 | Rob Blake        |
| 2008–2016 | Dustin Brown     |
| seit 2016 | Anže Kopitar     |

### Mitglieder der Hockey Hall of Fame
| Name            | Aufnahmejahr | Position |
| Terry Sawchuk   | 1971         | Spieler  |
| Harry Howell    | 1979         | Spieler  |
| Marcel Dionne   | 1992         | Spieler  |
| Billy Smith     | 1993         | Spieler  |
| Steve Shutt     | 1993         | Spieler  |
| Larry Robinson  | 1995         | Spieler  |
| Wayne Gretzky   | 1999         | Spieler  |
| Jari Kurri      | 2001         | Spieler  |
| Grant Fuhr      | 2003         | Spieler  |
| Paul Coffey     | 2004         | Spieler  |
| Larry Murphy    | 2004         | Spieler  |
| Dick Duff       | 2006         | Spieler  |
| Luc Robitaille  | 2009         | Spieler  |
| Rob Blake       | 2014         | Spieler  |
| Rogatien Vachon | 2016         | Spieler  |
| Jarome Iginla   | 2020         | Spieler  |
| Jeremy Roenick  | 2024         | Spieler  |

### Nicht mehr zu vergebende Trikotnummern

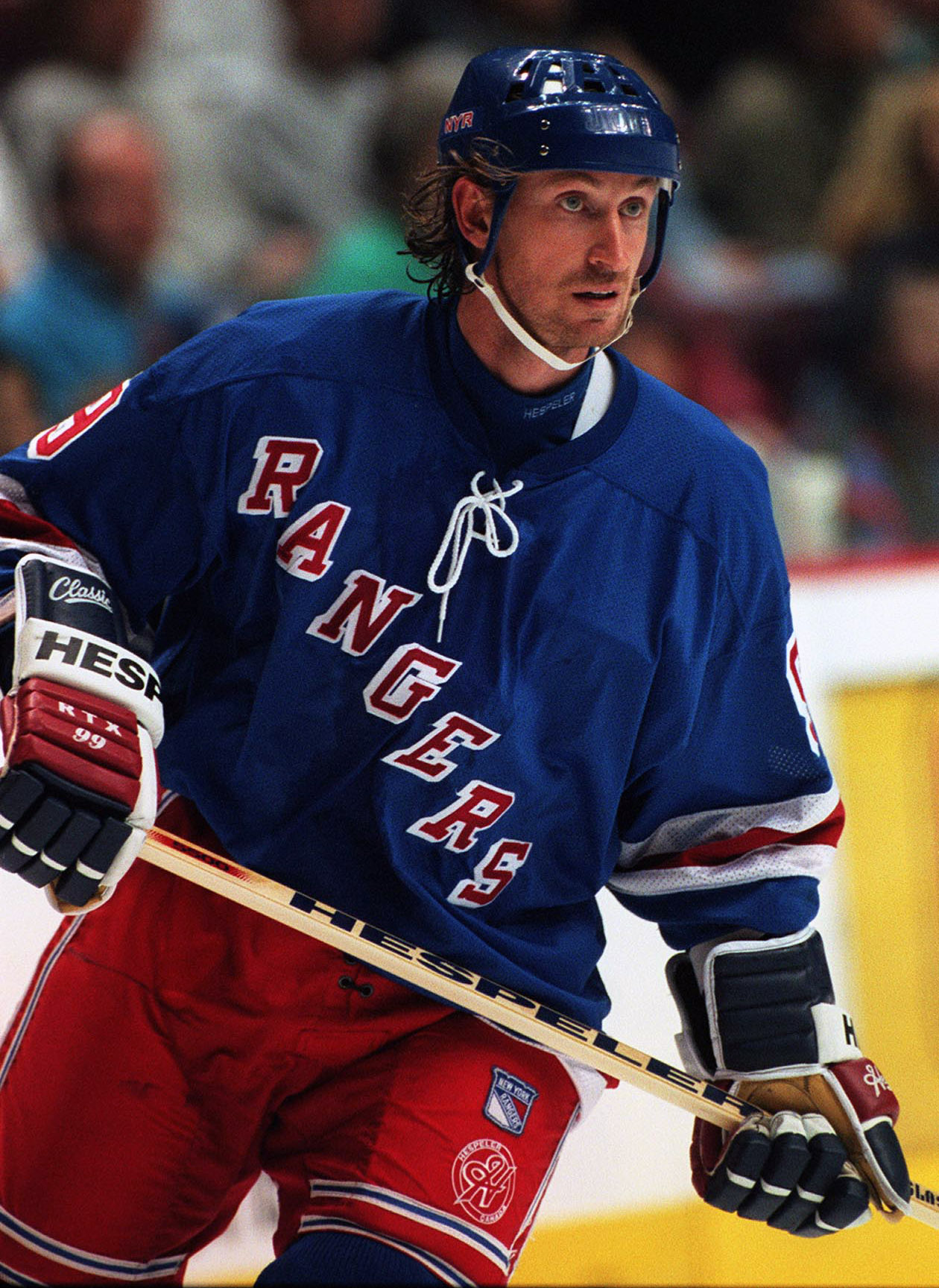
Wayne Gretzky, Träger der berühmten Trikotnummer 99

Bisher haben die Los Angeles Kings sieben verschiedene Trikotnummern von verdienten Spielern gesperrt. Die berühmte 99 des Kanadiers Wayne Gretzky ist ligaweit seit dem 6. Februar 2000 gesperrt und seit 2002 auch zusätzlich von Los Angeles Kings symbolisch aus der Vergabe genommen worden. Die gesperrten Nummern hängen als Banner unter der Hallendecke in der Crypto.com Arena.
| Nr. | Name            | Sperrungsdatum             |
| 4   | Rob Blake       | 17. Januar 2015            |
| 16  | Marcel Dionne   | 18. November 1990          |
| 18  | Dave Taylor     | 3. April 1995              |
| 20  | Luc Robitaille  | 20. Januar 2007            |
| 23  | Dustin Brown    | 11. Februar 2023           |
| 30  | Rogatien Vachon | 14. Februar 1985           |
| 99  | Wayne Gretzky   | 6. Februar 2000 (ligaweit) |
| 99  | Wayne Gretzky   | 9. Oktober 2002            |

### Top-10-Wahlrechte im NHL Entry Draft
| Name            | Jahr | Draft-Position |
| Larry Murphy    | 1980 | 4.             |
| Jim Fox         | 1980 | 10.            |
| Doug Smith      | 1981 | 2.             |
| Craig Redmond   | 1984 | 6.             |
| Craig Duncanson | 1985 | 9.             |
| Dan Gratton     | 1985 | 10.            |
| Jimmy Carson    | 1986 | 2.             |
| Wayne McBean    | 1987 | 4.             |
| Martin Gélinas  | 1988 | 7.             |
| Darryl Sydor    | 1990 | 7.             |

| Name             | Jahr | Draft-Position |
| Jamie Storr      | 1994 | 7.             |
| Aki-Petteri Berg | 1995 | 3.             |
| Olli Jokinen     | 1997 | 3.             |
| Thomas Hickey    | 2007 | 4.             |
| Drew Doughty     | 2008 | 2.             |
| Brayden Schenn   | 2009 | 5.             |
| Alex Turcotte    | 2019 | 5.             |
| Quinton Byfield  | 2020 | 2.             |
| Brandt Clarke    | 2021 | 8.             |

Die Spieler der frühen Draftjahre 1963 bis 1968 sind hier nicht aufgeführt.

### Franchise-Top-Punktesammler
Die zehn besten Punktesammler in der Geschichte des Franchise bis zum Ende der regulären Saison 2024/25 und der Playoffs 2025.
Abkürzungen: Pos = Position, GP = Spiele, G = Tore, A = Vorlagen, Pts = Punkte, P/G = Punkte pro Spiel
| Name            | Pos | Saison          | GP   | G   | A   | Pts  | P/G  |
| Marcel Dionne   | C   | 1975/76–1986/87 | 921  | 550 | 757 | 1307 | 1,41 |
| Anže Kopitar    | C   | seit 2006/07    | 1454 | 440 | 838 | 1278 | 0,88 |
| Luc Robitaille  | LW  | 1986/87–1993/94 | 1077 | 557 | 597 | 1154 | 1,07 |
| Luc Robitaille  | LW  | 1997/98–2000/01 | 1077 | 557 | 597 | 1154 | 1,07 |
| Luc Robitaille  | LW  | 2003/04–2005/06 | 1077 | 557 | 597 | 1154 | 1,07 |
| Dave Taylor     | RW  | 1977/78–1993/94 | 1111 | 431 | 638 | 1069 | 0,96 |
| Wayne Gretzky   | C   | 1988/89–1995/96 | 539  | 246 | 672 | 918  | 1,70 |
| Bernie Nicholls | C   | 1981/82–1989/90 | 602  | 327 | 431 | 758  | 1,25 |
| Dustin Brown    | RW  | 2003/04–2021/22 | 1296 | 325 | 387 | 712  | 0,55 |
| Drew Doughty    | D   | seit 2008/09    | 1207 | 160 | 526 | 686  | 0,57 |
| Butch Goring    | C   | 1969/70–1979/80 | 736  | 275 | 384 | 659  | 0,89 |
| Rob Blake       | D   | 1989/90–2000/01 | 805  | 161 | 333 | 494  | 0,61 |
| Rob Blake       | D   | 2006/07–2007/08 | 805  | 161 | 333 | 494  | 0,61 |

| Name            | Pos | GP  | G  | A  | Pts | P/G  |
| Wayne Gretzky   | C   | 60  | 29 | 65 | 94  | 1,56 |
| Luc Robitaille  | LW  | 94  | 41 | 48 | 89  | 0,94 |
| Anže Kopitar    | C   | 103 | 27 | 62 | 89  | 0,86 |
| Drew Doughty    | D   | 101 | 19 | 42 | 61  | 0,60 |
| Dave Taylor     | RW  | 92  | 26 | 33 | 59  | 0,64 |
| Justin Williams | RW  | 73  | 22 | 32 | 54  | 0,74 |
| Jeff Carter     | C   | 73  | 26 | 27 | 53  | 0,73 |
| Dustin Brown    | RW  | 92  | 19 | 30 | 49  | 0,53 |
| Tomas Sandström | RW  | 50  | 17 | 28 | 45  | 0,90 |
| Marcel Dionne   | C   | 43  | 20 | 23 | 43  | 1,00 |